# Indonesische bamboehaai
De Indonesische bamboehaai (Chiloscyllium hasseltii) is een vis uit de familie van epaulethaaien en bamboehaaien (Hemiscylliidae), orde bakerhaaien (Orectolobiformes), die voorkomt rondom Vietnam, Myanmar, Thailand, Maleisië en Indonesië. De soort kan een maximumlengte bereiken van 60 cm.
De vis komt op dieptes van 0-12 m voor. Het is een bodembewoner die de kustgebieden bewoont op rotsen en koraalriffen. De vis is ovipaar en eet voornamelijk ongewervelde dieren. Er is sprake van een paringsgedrag waarbij de dieren elkaar omarmen. De eieren worden paarsgewijs gelegd en de embryo's leven geheel van hun dooierzak.
De vis wordt gevangen voor menselije consumptie.

## Verwantschap
Een DNA-studie geeft aan dat C. hasseltii het nauwste aan C. griseum verwant is en dat C. punctatum, C. indicum en C. plagiosum  een zusterclade daarvan vormen.